# باسكال دوبراز
باسكال دوبراز (بالفرنسية: Pascal Dupraz)‏ (19 سبتمبر 1962 في فرنسا - ) هو مدرب كرة قدم ولاعب كرة قدم فرنسي في مركز الهجوم. لعب مع نادي إيفيان ونادي بريست ونادي تولون ونادي سوشو ونادي غويونيون ونادي ميلوز وOlympique Thonon Chablais ‏.

## روابط خارجية
- باسكال دوبراز على موقع قاعدة بيانات كرة القدم.إي يو (الإنجليزية)
- باسكال دوبراز على موقع ليكيب (الفرنسية)